# Chris Bohjalian
Chris Bohjalian, né le 12 août 1962 à White Plains, est un romancier américain, auteur de roman policier.

## Biographie
Chris Bohjalian fait des études au Amherst College.
En 1988, il publie son premier roman, A Killing in the Real World. Son troisième roman, Past the Bleachers, publié en 1992 est adapté en 1995 pour un film de télévision sous le même titre.

## Œuvre

### Romans
- A Killing in the Real World (1988)
- Hangman (1991)
- Past the Bleachers (1992)
- Midwives (1997)
  - Sage-femme, Éditions du Rocher, coll. « Grands romans » (1998)  (ISBN 2-268-02806-2), réédition France Loisirs (1999)  (ISBN 2-7441-3097-4), réédition Le Grand Livre du mois (1999)  (ISBN 2-7028-3163-X)
- The Law of Similars (1999)
- Before You Know Kindness (2004)
- The Double Bind (2007)
  - Dans l'angle mort, France Loisirs (2009)  (ISBN 978-2-298-02213-1), réédition Fleuve noir (2010)  (ISBN 978-2-265-08753-8)
- Secrets of Eden (2010)
- The Night Strangers (2011)
- The Light in the Ruins (2013)
- Close Your Eyes, Hold Hands (2014)
- The Guest Room (2016)
  - L'Imprévu, Le Cherche midi coll. « Thrillers » (2017)  (ISBN 978-2-7491-5388-9)
- The Sleepwalker (2017)
- The Flight Attendant (2018)
- The Red Lotus (2020)
- Hour of the Witch (2021)
- The Lioness (2022)

### Autres fictions
- Water Witches (1995)
- Trans-Sister Radio (2000)
- The Buffalo Soldier (2002)
- Skeletons at the Feast (2008)
- The Sandcastle Girls (2012)
  - La Femme des dunes, Le Grand Livre du mois (2013)  (ISBN 978-2-286-10780-2), réédition sous le titre Filles du désert, Charleston (2017)  (ISBN 978-2-36812-157-3)
- The Princess of Las Vegas (2024)

### Nouvelle
- Slot Machine Fever Dreams (2023)

## Adaptations
- Past the Bleachers, adaptation du roman homonyme, réalisée par Michael Switzer (1995)
- Une vie pour une vie (Midwives), adaptation du roman homonyme, réalisée par Glenn Jordan (2001)
- L'Enfer au paradis: le destin tragique d'Alice H., adaptation de Secrets of Eden, réalisée par Tawnia McKiernan
- The Flight Attendant, adaptation du roman homonyme pour une série télévisée